# المحافظين الديمقراطي (سوريا)
حزب المحافظين الديمقراطي هو حزب سوري يجمع بين العادات والتقاليد المتجذرة في المجتمع من جهه والديمقراطية التي هي روح العصر.